# Zadworna
Zadworna – wieś w Polsce położona w województwie wielkopolskim, w powiecie tureckim, w gminie Tuliszków.
Za II RP roku siedziba gminy Tuliszków. W latach 1975–1998 miejscowość administracyjnie należała do województwa konińskiego.
Według Narodowego Spisu Powszechnego Ludności i Mieszkań z 2011 roku liczba ludności we wsi Zadworna wynosiła 855, z czego 47,1% mieszkańców stanowiły kobiety, a 52,9% ludności mężczyźni. Miejscowość zamieszkuje 8,0% mieszkańców gminy.